# Opizzone d'Este
Opizzone (Obizzo) d'Este (24 settembre 1611 – Modena, 24 agosto 1644) è stato un vescovo cattolico italiano.

## Biografia
Obizzo era figlio di Alfonso III d'Este, duca di Modena e Reggio e di Isabella di Savoia.
Il re di Spagna Filippo IV offrì a Obizzo d'Este di ricoprire il ruolo di vescovo di Tarragona alla morte del vescovo Antonio Pérez, ma questi rifiutò.
Nel 1640 venne nominato vescovo di Modena da papa Urbano VIII.
Morì nel 1644, dopo aver retto la diocesi come "ottimo pastore".

## Genealogia episcopale e successione apostolica
La genealogia episcopale è:
- Arcivescovo Filippo Archinto
- Papa Pio IV
- Cardinale Giovanni Antonio Serbelloni
- Cardinale Carlo Borromeo
- Cardinale Gabriele Paleotti
- Cardinale Ludovico de Torres
- Cardinale Guido Bentivoglio
- Vescovo Paolo Coccapani
- Vescovo Opizzone d'Este

## Ascendenza
|                            |                                |                      | Genitori                        |  |  | Nonni |  |  | Bisnonni       |  |  | Trisnonni        |  |
|                            |                                |                      |                                 |  |  |       |  |  | Alfonso d'Este |  |  | Alfonso I d'Este |  |
|                            |                                |                      |                                 |  |  |       |  |  | Alfonso d'Este |  |  | Alfonso I d'Este |  |
|                            |                                | Laura Dianti         |                                 |  |  |       |  |  | Alfonso d'Este |  |  |                  |  |
| Cesare d'Este              |                                |                      |                                 |  |  |       |  |  | Alfonso d'Este |  |  |                  |  |
|                            |                                | Giulia Della Rovere  | Francesco Maria I Della Rovere  |  |  |       |  |  |                |  |  |                  |  |
|                            |                                | Giulia Della Rovere  | Francesco Maria I Della Rovere  |  |  |       |  |  |                |  |  |                  |  |
|                            |                                | Giulia Della Rovere  | Eleonora Gonzaga Della Rovere   |  |  |       |  |  |                |  |  |                  |  |
| Alfonso III d'Este         |                                | Giulia Della Rovere  |                                 |  |  |       |  |  |                |  |  |                  |  |
|                            |                                | Cosimo I de' Medici  | Giovanni dalle Bande Nere       |  |  |       |  |  |                |  |  |                  |  |
|                            |                                | Cosimo I de' Medici  | Giovanni dalle Bande Nere       |  |  |       |  |  |                |  |  |                  |  |
|                            |                                | Cosimo I de' Medici  | Maria Salviati                  |  |  |       |  |  |                |  |  |                  |  |
| Virginia de' Medici        |                                | Cosimo I de' Medici  |                                 |  |  |       |  |  |                |  |  |                  |  |
|                            |                                | Camilla Martelli     | Antonio Martelli                |  |  |       |  |  |                |  |  |                  |  |
|                            |                                | Camilla Martelli     | Antonio Martelli                |  |  |       |  |  |                |  |  |                  |  |
|                            |                                | Camilla Martelli     | Fiammetta Soderini              |  |  |       |  |  |                |  |  |                  |  |
| Opizzone d'Este            |                                | Camilla Martelli     |                                 |  |  |       |  |  |                |  |  |                  |  |
|                            | Emanuele Filiberto I di Savoia | Carlo II di Savoia   |                                 |  |  |       |  |  |                |  |  |                  |  |
|                            | Emanuele Filiberto I di Savoia | Carlo II di Savoia   |                                 |  |  |       |  |  |                |  |  |                  |  |
|                            | Emanuele Filiberto I di Savoia | Beatrice d'Aviz      |                                 |  |  |       |  |  |                |  |  |                  |  |
| Carlo Emanuele I di Savoia | Emanuele Filiberto I di Savoia |                      |                                 |  |  |       |  |  |                |  |  |                  |  |
|                            |                                | Margherita di Valois | Enrico II di Francia            |  |  |       |  |  |                |  |  |                  |  |
|                            |                                | Margherita di Valois | Enrico II di Francia            |  |  |       |  |  |                |  |  |                  |  |
|                            |                                | Margherita di Valois | Caterina de' Medici             |  |  |       |  |  |                |  |  |                  |  |
| Isabella di Savoia         |                                | Margherita di Valois |                                 |  |  |       |  |  |                |  |  |                  |  |
|                            |                                | Filippo II di Spagna | Carlo V del Sacro Romano Impero |  |  |       |  |  |                |  |  |                  |  |
|                            |                                | Filippo II di Spagna | Carlo V del Sacro Romano Impero |  |  |       |  |  |                |  |  |                  |  |
|                            |                                | Filippo II di Spagna | Isabella d'Aviz                 |  |  |       |  |  |                |  |  |                  |  |
| Caterina Michela d'Asburgo |                                | Filippo II di Spagna |                                 |  |  |       |  |  |                |  |  |                  |  |
|                            |                                | Elisabetta di Valois | Enrico II di Francia            |  |  |       |  |  |                |  |  |                  |  |
|                            |                                | Elisabetta di Valois | Enrico II di Francia            |  |  |       |  |  |                |  |  |                  |  |
|                            |                                | Elisabetta di Valois | Caterina de' Medici             |  |  |       |  |  |                |  |  |                  |  |
|                            |                                | Elisabetta di Valois |                                 |  |  |       |  |  |                |  |  |                  |  |